# Dare (Díli)

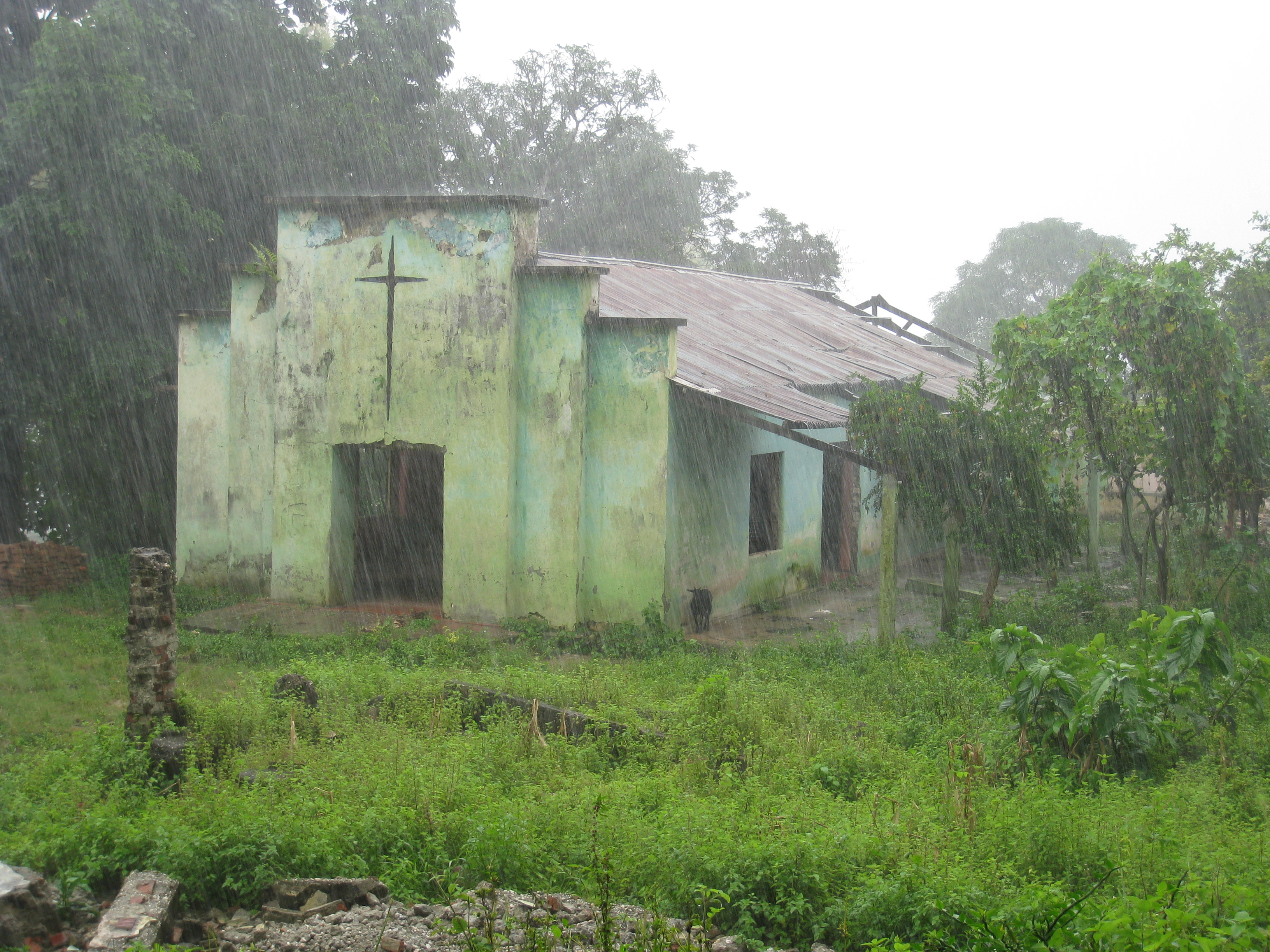
Igreja abandonada em Dare.

Dare é uma cidade timorense do municipio de Dili que fica a cerca de 30 minutos de Dili (cidade).
Em Dare, encontra-se o Memorial Dare, construído pelas Forças Australianas que lutaram em Timor durante a Segunda Guerra Mundial.